# Miraheze

Miraheze-tan – neoficiální maskot Miraheze inspirovaný Wikipe-tan

Miraheze je webová služba zdarma hostující wikiweby. Za její použití neplatí obvykle ani tvůrci, ani čtenáři, svůj provoz totiž financuje z dobrovolných peněžních příspěvků. Veškerý obsah nahraný uživateli je k dispozici pod copyleftovými licencemi a technicky je provoz zajištěn otevřeným softwarem MediaWiki.
Miraheze je provozovaný neziskovou organizací WikiTide Foundation sídlící v americkém městě Post Falls ve státě Idaho, která v roce 2024 převzala vedení wiki farmy po domluvě s předchozím vlastníkem – britskou neziskovou organizací Miraheze Limited.
Paralelně s Miraheze ještě WikiTide Foundation provozuje Miraheze Commons, což je organizované centrální úložiště analogické k Wikimedia Commons.
Mezi wiki hostované na Miraheze patří například wiki minecraftového serveru 2b2t, Equestripedia věnující se seriálu My Little Pony nebo Appalling TikToks Wiki zabývající se kritikou krátkých videí na sociální síti TikTok.

## Vlastnosti
Miraheze dovoluje jakémukoliv registrovanému uživateli zažádat o vytvoření vlastní wiki – tuto žádost potom schvalují uživatelé s právy wiki tvůrce.

Pokud návrh projde schvalovacím procesem, uživatel který zažádal o vytvoření wiki se stává jejím administrátorem. Wiki můžou být buď veřejné nebo soukromé, administrátor má také svobodu v rozhodování o vzhledu wiki nebo v spravování volitelných rozšíření – popřípadě může přesměrovat wiki na vlastní doménu. Wiki hostované na Miraheze můžou používat pro média jak Miraheze tak i Wikimedia Commons. Pro vývoj Miraheze používá svoji vlastní instanci Phorge.